# キアサージ (強襲揚陸艦)
キアサージ（USS Kearsarge, LHD-3）は、アメリカ海軍の強襲揚陸艦。ワスプ級強襲揚陸艦の3番艦。艦名は南北戦争時のスループ船「キアサージ」に因む。その名を持つ艦としては4隻目。

## 艦歴
キアサージは、ミシシッピ州パスカグーラのインガルス造船所で1990年2月9日に起工し、1992年3月26日に進水した。進水式にはコリン・パウエル統合参謀本部議長も出席した。1992年5月16日に命名され、1993年10月16日に就役する。
キアサージは、就役以来世界各地で様々な任務を行った。この中には1997年5月31日にシエラレオネのフリータウンから一般市民の救助を行った活動や、1995年6月8日にボスニアのセルビア人支配地域からスコット・オグレディ空軍大尉を救助した活動が含まれる。加えてキアサージには旗艦任務のための戦闘指揮統制システムが装備され、搭載する医療システムは病院船「コンフォート」「マーシー」に次ぐ装備を誇る。これらの装備は1999年のコソボ紛争においてNATO軍のセルビア側に対する爆撃作戦基地としての機能や、アルバニア系住民に対する支援作戦、シャイニング・ホープ作戦での医療支援施設などに力を発揮した。
キアサージは上陸部隊の輸送だけでなく、戦車・トラック・野砲などの整備および補給活動と言った完全な後方支援を行うことができる。
2005年8月19日にキアサージはヨルダンのアカバ港に停泊中、ホイッドビー・アイランド級ドック型揚陸艦「アシュランド」と共に3発のカチューシャロケットによる攻撃を受けた。艦に被害はなかったが、1発目のロケット弾によって1名のヨルダン兵が死亡し、2発目が近くのドックに当たり別の兵士が負傷した。3発目はイスラエルのエイラート空港のタクシーに当たったが爆発しなかった。その後アルカーイダに関連するアブドラ・アル・アッザム旅団による犯行声明が行われた。
2011年リビア内戦では、リビア沖合の地中海に海兵隊員400名とともに派遣されている。
2020年7月17日、ノーフォークで補修整備作業中に艦内で小火が発生した。大事には至らなかったものの、21日まで作業は一時的に中止された。